# Vivere con una articolazione nuova
Vivere con un'articolazione nuova è un saggio scritto da Carlo Gargiulo
(Roma 1953),  medico-chirurgo divulgatore e insegnante, nel quale l'autore 
spiega quali siano gli atti che deve fare e quelli che non deve fare il paziente in procinto di sottoporsi, oppure appena sottoposto, ad un intervento chirurgico all'anca o al ginocchio.
Il libro inizia con la descrizione anatomica-funzionale dell'anca e del ginocchio e prosegue con l'analisi delle malattie degenerative quali l'artrosi primaria, secondaria, reumatoide.
Nei capitoli seguenti, Gargiulo affronta tutte le procedure mediche necessarie per una diagnosi pre-operatoria completa e sicura, tra le quali spicca il "questionario di Oxford"; inoltre vengono descritte alcune tecniche fisioterapiche e alcune cure analgesiche che consentono di migliorare la qualità della vita pre-operatoria.
Gargiulo, dopo una parentesi in cui affronta la tematica dell'osteoporosi, si sofferma sulle caratteristiche dell'intervento chirurgico, sui rischi post-operatori e sulla qualità della vita del paziente a cui venga innestata una protesi.

## Edizioni
- Carlo Gargiulo (Tom Smith), Vivere con un'articolazione nuova, Editori Riuniti, 2000,  pp.114 , cap. 10.